# Tulsa Golden Hurricane
Tulsa Golden Hurricane – nazwa drużyn sportowych University of Tulsa w Tulsie, biorących udział w akademickich rozgrywkach w American Athletic Conference, organizowanych przez National Collegiate Athletic Association.

## Sekcje sportowe uczelni
| Mężczyźni - bieg przełajowy - futbol amerykański - golf - koszykówka - lekkoatletyka - piłka nożna - tenis | Kobiety - bieg przełajowy - golf (1): 1982 - koszykówka - lekkoatletyka - piłka nożna - siatkówka - softball - tenis - wioślarstwo |

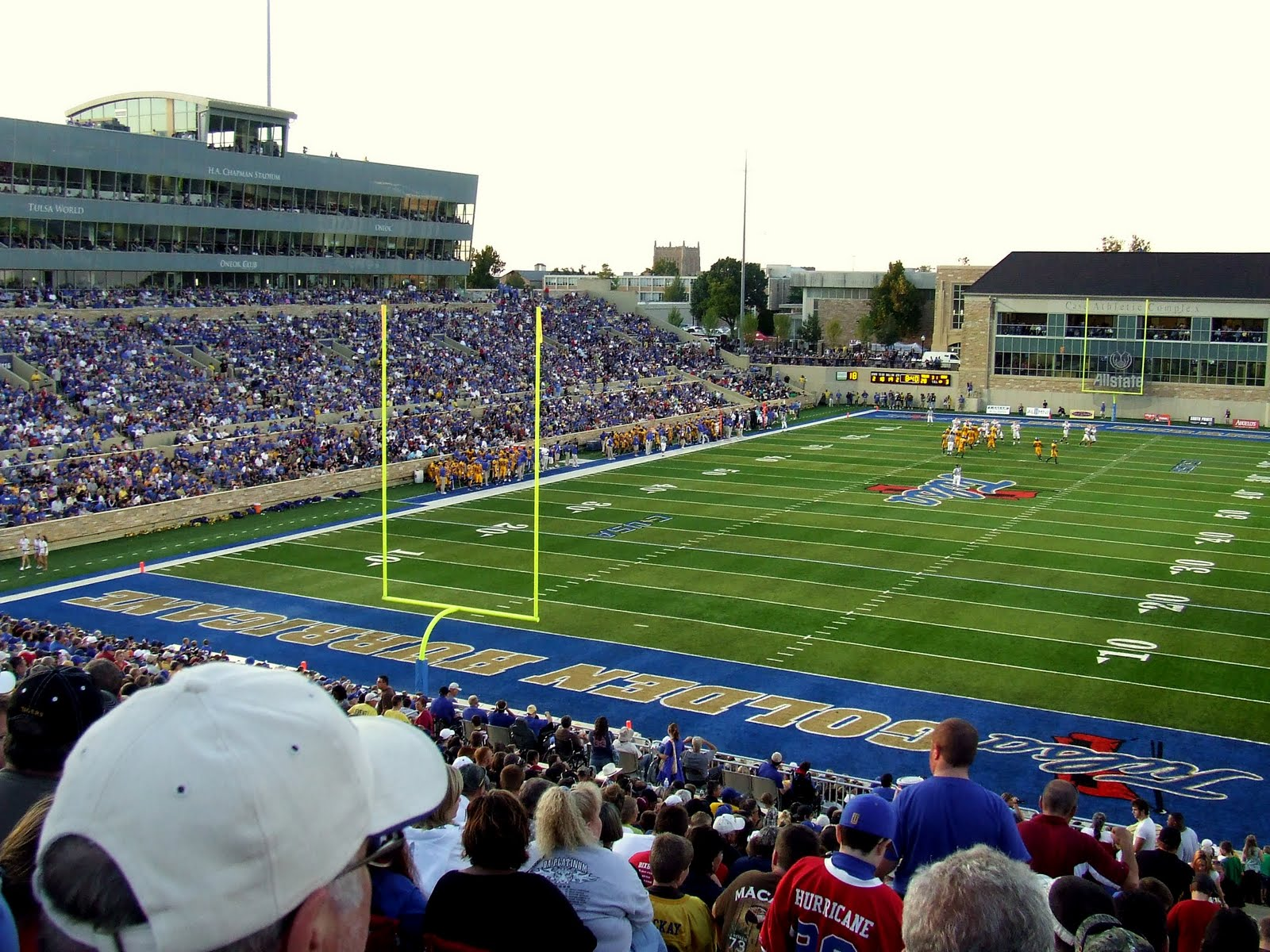
Skelly Field at H.A. Chapman Stadium.

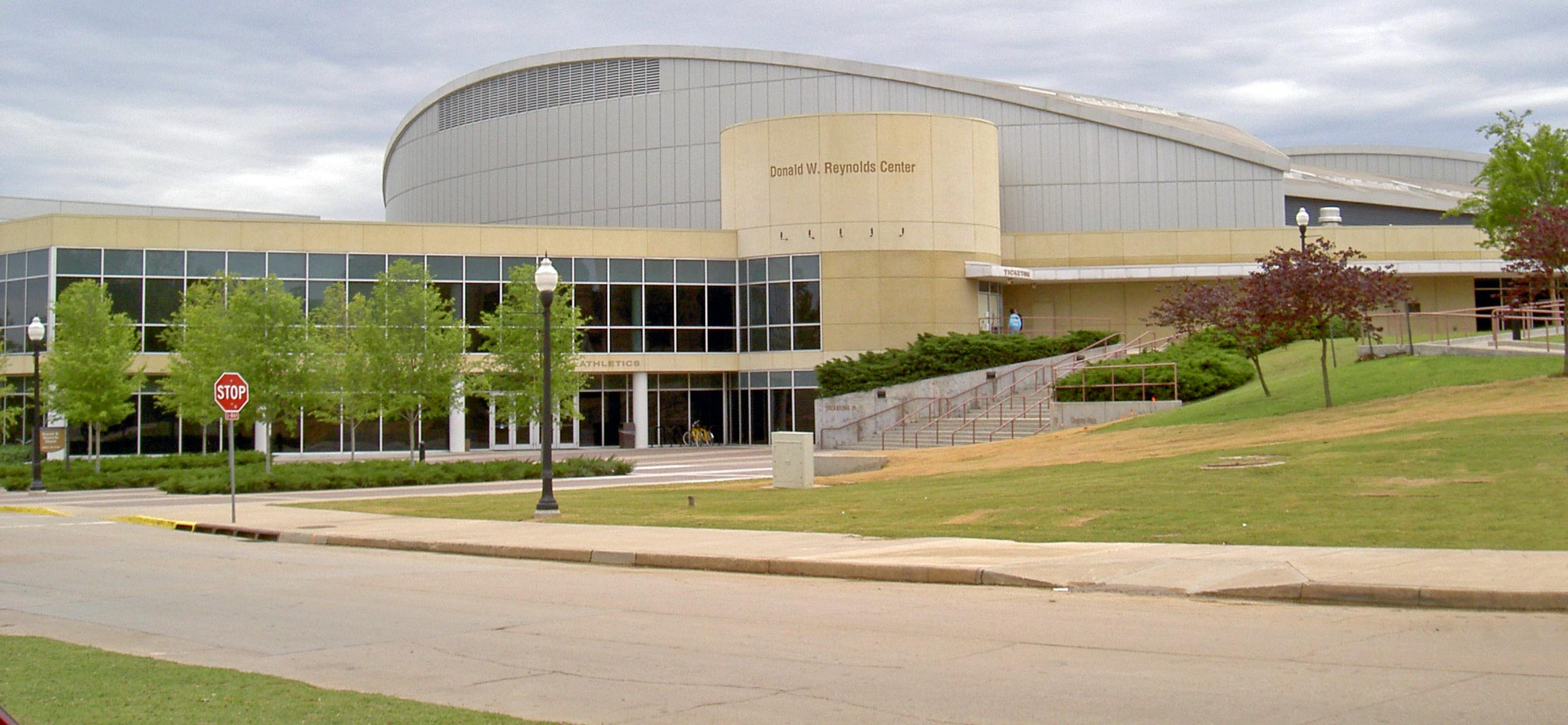
Reynolds Center.

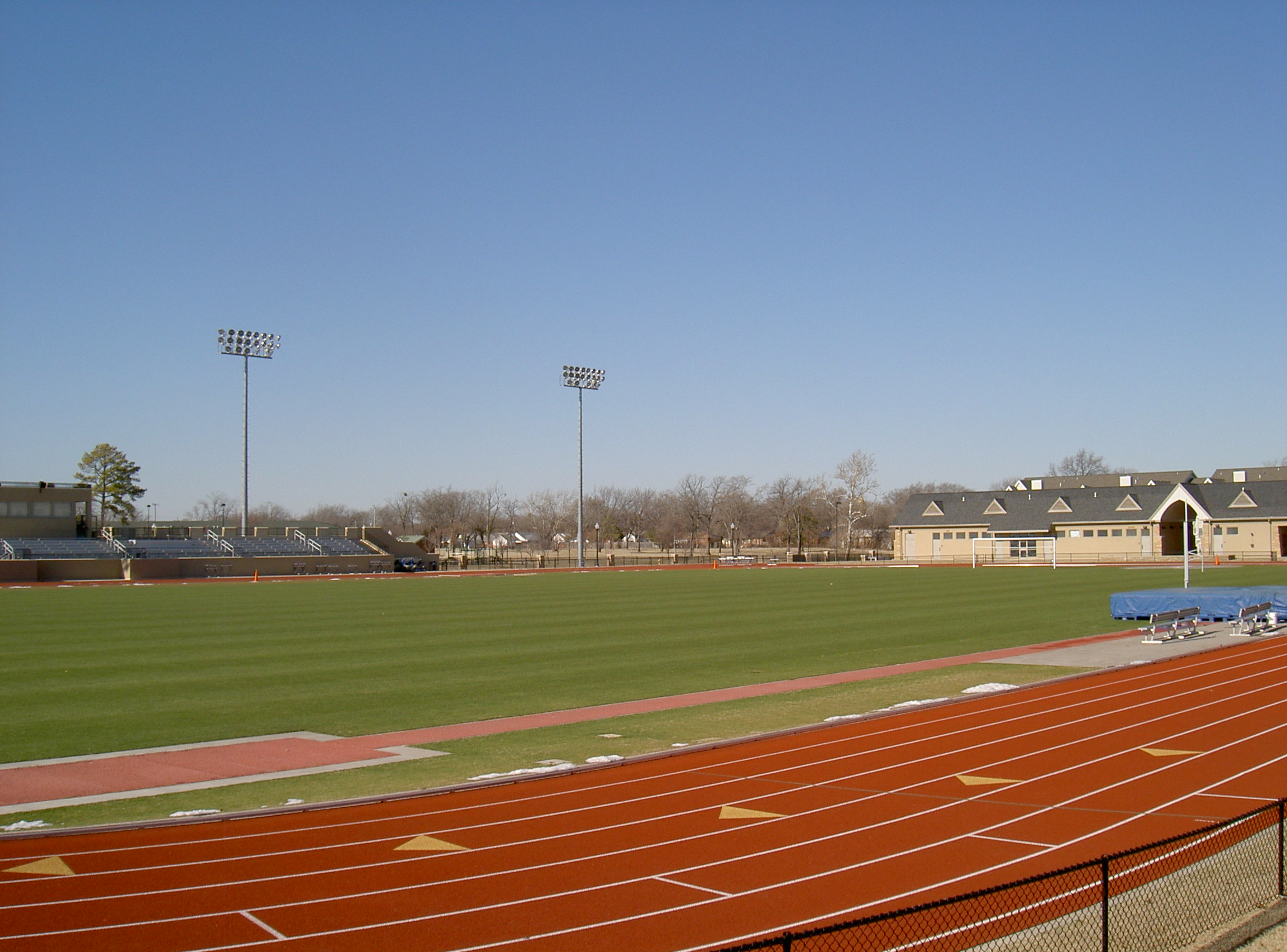
Hurricane Soccer & Track Stadium.

W nawiasie podano liczbę tytułów mistrzowskich NCAA (stan na 1 lipca 2015)

## Obiekty sportowe
- Skelly Field at H.A. Chapman Stadium – stadion futbolowy o pojemności 30 000 miejsc[3]
- Reynolds Center – hala sportowa o pojemności 8355 miejsc, w której odbywają się mecze koszykówki i siatkówki[3]
- Hurricane Soccer & Track Stadium – stadion wielofunkcyjny o pojemności 2000 miejsc, na którym odbywają się zawody lekkoatletyczny i mecze piłkarskie[3]
- Collins Family Softball Complex – stadion softballowy o pojemności 1000 miejsc[3]
- Michael D. Case Tennis Center – korty tenisowe z trybuną o pojemności 2000 miejsc[3]